# Schwanheide
Schwanheide is een gemeente in de Duitse deelstaat Mecklenburg-Voor-Pommeren, en maakt deel uit van het Landkreis Ludwigslust-Parchim. Burgemeester is Stefanie Humpke. Er is ook het station Schwanheide.
Schwanheide telt 737 inwoners.